# 올리브따오기
올리브따오기(Olive ibis)는 중앙아프리카의 울창한 열대 숲에 자생하는 따오기아과의 일종이다. 몸길이 65~75cm의 작은 따오기로 올리브색 깃털을 갖고 있으며 공기 중에 광택이 난다. 4종의 아종이 알려져 있다.

## 분포 및 서식지
열대 아프리카 서부에서 동부 해안에 이르는 울창한 숲에 군데군데 분포한다. 서식지는 카메룬과 콩고 공화국, 콩고 민주 공화국, 코트디부아르, 가봉, 가나, 케냐, 라이베리아, 나이지리아, 시에라리온, 탄자니아 그리고 상투메 프린시페이다. 울창한 숲 서식지와 함께 가봉의 재생림과 절벽 구멍에서도 발견된다.
다른 아종들은 아프리카의 다른 지리적 지역에서 서식하고, 서쪽에서 발생한다. 전자는 시에라리온과 라이베리아 그리고 코트디부아르와 같은 나라들의 기니에서 발견되고, 후자는 카메룬과 가봉, 콩고 공화국 그리고 콩고 민주 공화국과 같은 조금 더 남쪽의 나라들의 기니에서 발견된다.

## 행동생태학

### 먹이 및 보금자리

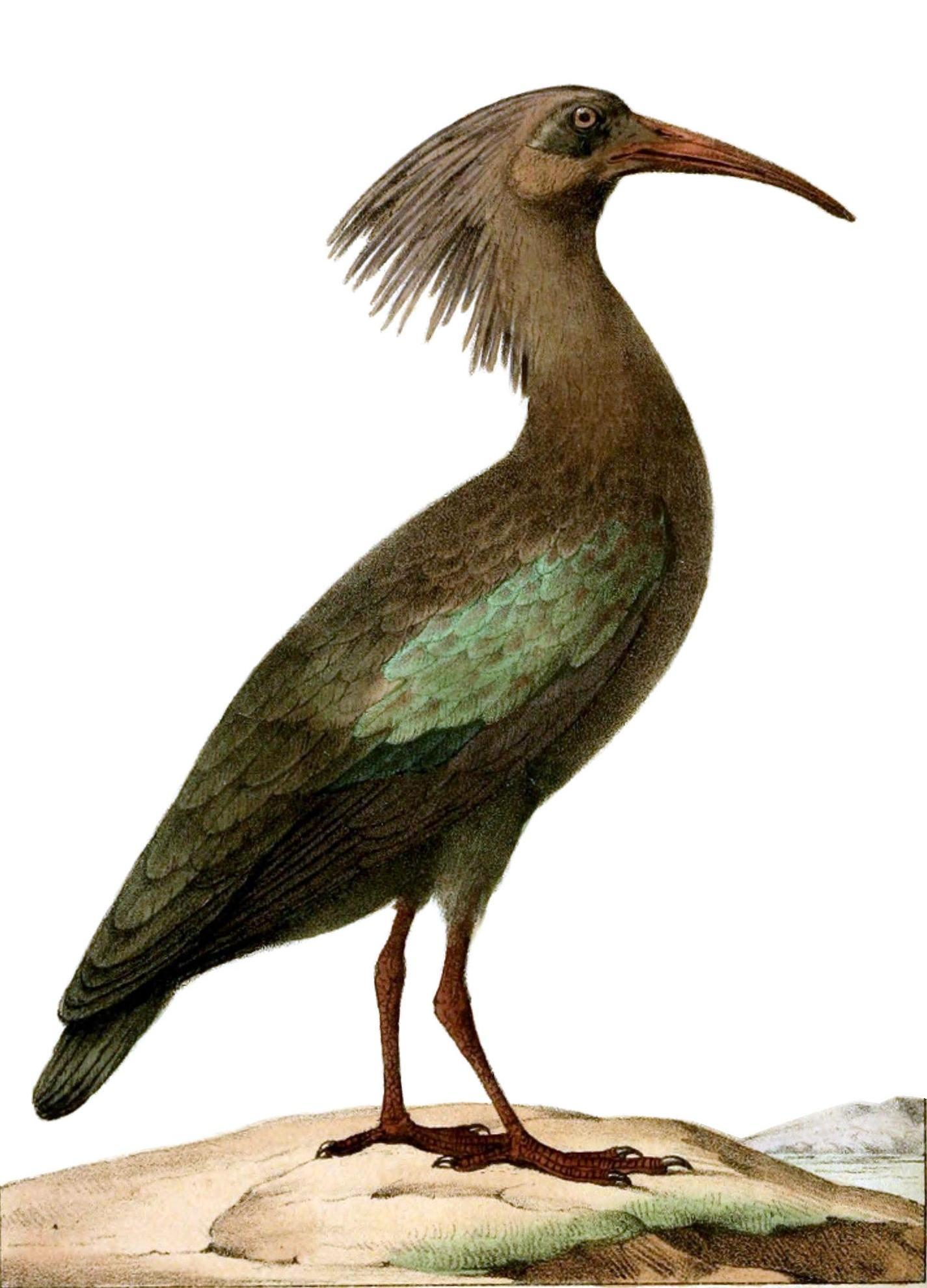
지명 아종의 성체 새 그림 - 고지 기니 숲의 토착종

올리브따오기는 딱정벌레, 굼벵이, 달팽이와 같은 곤충을 먹는다. 보도에 따르면 무수한 동물과 숲 바닥 식물, 뱀을 먹기도 한다. 먹이는 보통 빠르게 흐르는 작은 물을 따라 울창한 숲 지역에서 5~12마리씩 짝을 지어 먹으며, 맹그로브 숲과 습지, 습지, 그리고 더 큰 강 (라이베리아의 세인트폴강과 가봉의 캄마강)에서도 먹는다. 케냐의 하게니아 숲에서 관찰한 바에 따르면, 이 따오기는 덤불이 거의 또는 전혀 자라지 않고 숲 바닥에서 우선적으로 먹이를 찾을 수 있다.
올리브따오기는 주로 비단솜과 같은 밤에 죽은 큰 나무 꼭대기에 둥지를 틀며, 매일 같은 것을 사용하는 것으로 추정된다. 매일 같은 경로를 이용하여 둥지와 먹이가 있는 땅 사이를 비행하는 것으로 보인다. 비행 중 나뭇가지에 착지할 때, 따오기는 직각으로 착륙하지 않고, 나뭇가지의 길이를 따라 짧은 거리를 달린다.

### 위협 및 생존
사냥과 삼림 벌채를 통한 서식지 파괴의 영향을 받는다. 2차적인 위협으로는 올리브개코원숭이와 노랑개코원숭이와 같은 숲새와 포유류의 포식자가 포함될 수 있다. 그러나 이 따오기의 개체수가 대부분 문서화되어 있지 않기 때문에 모든 위협의 범위는 알려져 있지 않다.
올리브 따오기는 방해를 받으면 소리를 내지 않고 날아가서 잎이 무성한 나무에 몸을 숨긴다.

## 인간과의 관계
이 따오기는 사육된 적이 없으며, 살아있는 표본이 유럽으로 수입된 적이 없다고 한다. 하지만, 브뤼셀, 파리, 필라델피아, 레이던 그리고 리스본과 같은 전 세계의 박물관에서 수많은 살아있지 않은 표본들이 보관되어 왔다. 아종의 표본은 케냐 국립박물관과 대영박물관에서도 발견되었다.

## 상황
올리브따오기는 IUCN이 최소관심대상종으로 평가하고 있는데, 이는 개체수가 범위와 개체수 추세 기준에 따라 취약한 개체수의 임계값에 접근하지 않기 때문이다.
이 종은 주로 접근할 수 없는 서식지와 함께 매우 비밀에 부쳐지기 때문에 개체수 조사가 어려운 것으로 입증되었다. 세계 개체수는 보수적으로 3,000~25,000마리로 추정된다. 전 세계적으로 위협받고 있지는 않지만, 추정상 적은 세계 개체수가 삼림 벌채와 사냥으로 인해 감소하고 있는 것으로 간주된다. 그러나 개체수 감소 정도는 세계 개체수를 취약하게 만들 만큼 충분히 크지 않은 것으로 간주된다. 야생 개체를 식별하는 것이 어렵기 때문에, 특히 자주 듣는 발성을 고려할 때, 이 종은 문서화된 것보다 더 일반적일 수 있다.
또 다른 아종은 1901년 서아프리카 연안의 프린시페섬에서 멸종되었다고 믿어진다. 그러나, 이 종족은 1991년에 그곳에서 마지막으로 목격되었다고 한다. 그리고 10마리 미만의 야생 개체들이 이 섬에 남아있을지도 모른다.